# Spencer Gulf
Spencer Gulf är en bukt i South Australia i Australien mellan Eyre- och Yorkehalvön. Bukten är 130 km bred och 320 km djup. Längs den östra stranden växer mangroveträsk. I bukten finns hamnarna Whyalla, Port Pirie, Port Augusta och Port Lincoln. Bukten har fått sitt namn efter Earl Spencer.